# Fernando Cueto Herrero
Fernando Cueto Herrero (m. 18 de setembre de 1937) va ser un militar espanyol.

## Biografia
Militar professional, després de l'esclat de la Guerra civil es va mantenir fidel a la República.
Durant el transcurs de la contesa arribaria a ascendir al rang de tinent coronel. Al març de 1937 va ser nomenat comandant de la 1a Divisió, que cobria el front de la Serra de Guadarrama. Posteriorment, hauria estat nomenat comandant del VII Cos d'Exèrcit (a Extremadura), però abans que arribés a prendre possessió del comandament va ser descobert intentant passar-se a la zona franquista. A conseqüència d'això, seria afusellat el 18 de setembre de 1937.